# Levi Silliman Ives
Pour les articles homonymes, voir Ives.
Levi Silliman Ives, né le 16 septembre 1797 à Meriden (Connecticut) et mort le 13 octobre 1867, est un prélat de l'Église épiscopalienne des États-Unis, évêque de Caroline du Nord de 1831 à 1852, année de sa conversion au catholicisme. Étant marié, il ne lui est plus possible d'exercer son sacerdoce et est considéré dès lors comme simple laïc. Également réputé en tant qu'universitaire, il cofonde notamment le Manhattan College en 1853.

## Biographie

### Jeunesse
Né le 16 septembre 1797 à Meriden, dans le Connecticut, Levi Silliman Ives grandit à la ferme de son père à Turin (New York). 
Il sert au cours de la première année de la guerre anglo-américaine de 1812 puis étudie au Hamilton College. Mais, en 1819, il quitte le presbytérianisme pour rejoindre l'Église épiscopalienne des États-Unis et part étudier à New York, auprès de John Henry Hobart (en), dont il épouse la fille en 1822. Cette même année, il est ordonné diacre par l'évêque Hobart, puis en 1823, il est ordonné prêtre à Philadelphie par William White.

### Évêque épiscopalien
De 1823 à 1827, il devient recteur de la Trinity Church de Southwark (Philadelphie), puis devient ministre adjoint de l'église de la Trinité de New York et recteur de l'église Saint-Jean à Lancaster jusqu'en 1831.
Le 21 mai 1831, il est élu évêque de Caroline du Nord et est consacré par les évêques William White, Henry Ustick Onderdonk (en) et Benjamin Treadwell Onderdonk (en). 
En tant qu'évêque, il se consacre alors à l'éducation et la formation religieuse de la communauté noire américaine.
Attiré et influencé par le Mouvement d'Oxford alors qu'il étudie l'histoire de l'Église, Ives fonde la 'Confrérie de la Sainte-Croix' qui propage les idées du mouvement d'Oxford. Cependant, Ives commence à s'éloigner des enseignements de l'Église épiscopalienne des États-Unis et se rapproche du catholicisme, notamment par la confession privée et la pratique du culte des saints. En 1848, il comparait devant l'Église épiscopalienne afin de rendre compte de ses pratiques hétérodoxes, mais est gracié après la dissolution de sa Confrérie et la promesse de ne plus exercer de pratiques liturgique contraires au livre de la prière commune.

### Conversion au catholicisme
Malgré cela, ses convictions théologiques continuent à évoluer jusqu'à ressentir le besoin de se rattacher au catholicisme.
En 1852, après l'obtention d'un congé de six mois, il part à Rome avec son épouse. Le 22 décembre 1852, il envoie sa lettre de démission à la Convention de l'Église épiscopalienne en vue de rejoindre l'Église catholique. 
Le 26 décembre 1852, sa conversion est reçue par le Pape Pie IX en personne, tandis que sa femme le suivra quelques mois plus tard. Après deux ans passés à Rome, Ives retourne à New York en tant que laïc catholique, son statut d'homme marié lui interdisant à l'époque l'exercice du sacerdoce.
Il passe ses dernières années en tant que professeur de rhétorique au collège Saint-Jean, au séminaire Saint-Joseph de Dunwoodie (en) et aux couvents du Sacré-Cœur et des Sœurs de la Charité. Parallèlement, il se consacre à diverses œuvres de charité et cofonde le Manhattan College, dont il exerce également la charge de premier président du conseil d'administration entre 1863 et 1867.